# 三狼案
三狼案（又稱雙黃案，因為事主包括兩位黃姓富商），發生於1959年6月19日至1961年10月27日的香港，「三狼」指該案兇手馬廣燦（35歲）、李渭（31歲）及倪秉堅（32歲）。
1959年6月19日，富商及體育界知名人士黃錫彬之子黃應求，於銅鑼灣清風街被綽號「野狼」的匪徒綁架，黃應求被禁錮期間雖曾逃脫但被捉回，被人以鐡鏟從後腦猛擊殺害。「三狼」之後把黃應求的耳朵割下並寄至黃宅。（耳朵現留於灣仔法醫總部，作為實物教材）
1961年2月10日，黃錫彬亦遭人綁架。不久，新界元朗居民鄧天福（鬼仔福）又在石澳被三狼殺害。
「三狼」本有一名黨羽叫「蛇仔明」，因為分贓不均，被三人在龍翔道追殺，被香港警察(1969年为皇家香港警察)救回後，將整件案件和盤托出，並於11月3日緝捕3名中國籍疑犯歸案接受審訊。
同年12月10日，警方在香港島淺水灣一處山坡挖出黃應求及鄧天福的骸骨，並在同月13日，拘捕「三狼」歸案。
1962年2月19日（農曆新年後），「三狼案」在中環香港最高法院開審，三人被控以謀殺、傷害他人身體、綁架及非法禁錮等罪名（蛇仔明兼任控方證人以防止三狼逍遙法外），3月14日，香港高等法院及英國樞密院司法委員會駁回3人上訴，三狼被判繯首死刑直到氣絕身亡，在1962年11月28日清晨5時半在赤柱監獄刑場舊址（即監獄醫院現址）執行；「蛇仔明」舉報三狼案有功，僅以绑票罪被判處15年有期徒刑。
黃應求長子黃興桂乃香港著名體育評述員，精於足球評述，現於無線電視擔任評述員，並曾接拍多齣香港電影。黃應求十一弟黃應士曾擔任無線電視助理總經理、新聞部總監，有「香港新聞教父」之稱。

## 香港最後被處死的死囚
坊間一般以為1962年11月伏法的「三狼」，是香港最後被處死的死囚，事實並非如此，其後還有兩名死囚劉培（35歲）、黃啟基（26歲）分別於1966年4月和1966年11月被處死。香港最後一名被處死的死囚是越南人黃啟基，他潛入青山道277-279號中建國貨公司3樓偷竊時被看更陳佛生（52歲）發現，黃將看更殺死，被判處繯首死刑，1966年11月16日上午7時1分被送上赤柱監獄絞刑臺。

## 改编作品
本案於1989年被改編搬上銀幕（命名為《三狼奇案 (Sentenced to Hang)》，由鄭則仕、梁家輝及徐錦江主演）。1974年由邵氏兄弟製作，羅烈、胡錦等主演之《天網》（英文：Kidnap）以及1975年麗的電視台（亞洲電視前身）製作之電視劇《十大奇案：三狼》亦改編自此案。